# International Amateur Radio Union
Die International Amateur Radio Union (IARU) ist die internationale Vereinigung von nationalen Amateurfunkverbänden.
In der IARU ist je Land genau ein nationaler Verband vertreten. Dies sind aus Deutschland der DARC, aus Österreich der ÖVSV, aus der Schweiz die USKA und aus Liechtenstein der AFVL.

## Gründung
Der Gründungskongress der IARU fand vom 14. bis 18. April 1925 in Paris mit 271 Teilnehmern aus 26 Ländern statt. Der 18. April wird inzwischen alljährlich als World Amateur Radio Day begangen (siehe auch: QSL-Karte unter Weblinks). Das Sitzungsprotokoll wurde in den Sprachen Englisch, Französisch und Esperanto abgefasst (siehe Literatur). Gründungszweck war, die Interessen der Funkamateure auf den Weltfunkkonferenzen besser vertreten zu können. Die IARU ist dort mit beratender Stimme vertreten.

## Organisation

Gliederung der IARU in Übereinstimmung mit den Regionen der ITU (Stand 2019):
Region 1
Region 2
Region 3
Kein nationaler Mitgliedsverband

Sitz der Organisation ist die Stadt Newington im Bundesstaat Connecticut der Vereinigten Staaten. Die IARU ist in drei Regionen gegliedert (Karte), um bei ihren Aktivitäten den unterschiedlichen Frequenzzuweisungen in den drei in der Vollzugsordnung für den Funkdienst eingeführten ITU-Regionen gerecht zu werden. In jeder Region hat die IARU einen Bandplan herausgegeben. Hier werden in jedem Amateurband für die verschiedenen Betriebsarten jeweils bestimmte Bereiche empfohlen.
Auch die internationale Koordination der QSL-Karten-Zustellung liegt bei der IARU.
Jedes Jahr wird von der IARU im Juli der IARU HF World Championship Contest veranstaltet, einer der größten Funkwettbewerbe der Welt. Zweimal im Jahr, jeweils im Mai und November findet eine weltweite Notfunkübung der IARU statt, der Global Simulated Emergency Test (Global SET). Die IARU gibt das Amateurfunkdiplom Worked All Continents (WAC) heraus.